# Юзеф Обрембски
Ю̀зеф Обрѐмбски (на полски: Józef Obrębski; на английски: Joseph Obrebski) е полски етнолог, етнограф, социолог и славист, преподавател във Варшавския и Лодзкия университет. След Втората световна война емигрира в САЩ. Там в периода 1948 – 1959 година работи в централата на ООН в Ню Йорк. Впоследствие преподава социология и антропология в Лонгайлъндския и Нюйоркския градски университет.
Във връзка със събирането на материали за неговата докторска дисертация, в продължение на осем месеца (1932 – 1933) провежда теренни изследвания в македонската историко-географска област Поречие. Там негова база е село Вълче. Събраните материали имат за цел да покажат, по какъв начин религиозните и магични практики влияят на живота на местните, както и каква е ролята на мъжа и жената в тамошното патриархално общество.

## Трудове
- Family organization among Slavs as reflected in the custom of couvade (1933)
- Problem etniczny Polesia (1936)
- Ritual and social structure in a Macedonian village (1969)
- The changing peasantry of Eastern Europe (1976)
- Фолклорни и етнографски материјали од Порече (2001)
- Македонски етносоциолошки студии (2001)
- Macedonian Poreche 1932 – 1933 (2003)
- Dzisiejsi ludzie Polesia i inne eseje (2005)
- Studia etnosocjologiczne. 1 Polesie (2007)